# Skúli Þorfinnsson
Skúli Þorfinnsson (... – dopo il 978) fu uno jarl al servizio del re di Scozia.

## Vita
Quinto figlio di Þorfinn Fracassacrani (Hausa-kljúfr), jarl delle Orcadi, aveva come fratelli Arnfinnr, Hávarðr, Hlöðvir e Ljótr. Dopo aver lasciato le Orcadi per la Scozia, fu investito jarl dal re Melkólmr, spesso identificato in Malcolm I.
Il suo potere pare si estendesse in tutto il Caithness e successivamente fino al Sutherland, costituendo il nucleo più antico della Contea di Caithness delle età successive. Dopo aver saputo che suo fratello Ljótr era diventato jarl, succedendo al fratello Hávarðr ucciso da un certo Einarr denominato Pane e Burro, Skúli si recò nel Katanes e qui radunò un esercito per combattere Ljótr.
Ljótr venne a sapere del piano del fratello e preparò a sua volta un'armata, con cui andò incontro a Skúli. La battaglia fu vinta da Ljótr: Skúli fuggì, prima nel Katanes, poi in Scozia. Ljótr lo inseguì, ma poi rimase nel Caithness, dove accampò i propri uomini. La presenza di Ljótr era mal tollerata dagli Scozzesi, che non riconoscevano il suo potere. Poco tempo dopo, Skúli tornò a nord per combattere di nuovo il fratello, nella località di Dalar.

## Battaglia di Dalr e morte
Le forze di Skúli e di Ljótr erano numerose. Gli scozzesi, comandati da Skúli, eseguirono il primo assalto ma Ljótr ordinò ai suoi di creare un muro di scudi, e lui stesso ne prese parte. L'armata scozzese sbandò e ruppe le file, quindi gli uomini si dettero alla fuga. Skúli continuò a combattere, ma trovò la morte sul campo.
Il sito della battaglia è di dubbia collocazione. Di solito si identifica Dalar (Dalr) con la zona meridionale della valle del fiume Thurso.